# 河源戰鬥
河源戰鬥發生於1920年9月6日－10月16日，地點則是在中國粵東河源。是北洋政府時期內戰之一，交戰兩方為桂軍莫榮新及粵軍陳炯明，最後，新粵軍陳炯明獲勝，在一個多月的激戰後，陳炯明為首的粵軍佔領粵東大部分領土。